# 川上裕之
川上 裕之（かわかみ ひろゆき、1929年 - 2016年）は、元NHKアナウンサー。

## 人物
NHK退局後は大学講師の傍ら、日本語研究や家庭教育、交通安全や趣味の航空史研究まで、講演や執筆活動などを幅広くこなしており、一時期、東海道・山陽新幹線の自動放送のナレーションも勤めていた。
朝・昼・夜の定時ニュースでの明るい笑顔と落ち着いた語り口にはファンが多かった。

## 過去の担当番組
- 数のふしぎ（1961年）
- スタジオ102（1970.4.6-1972.4.1）
- NHKニュース (午後7時)（月・火 1977.4-1980.3）
- NHK青年の主張全国コンクール（1978年度-1982年度）
- N響アワー（1980年度）
- ニュースやナレーション、朗読などを数多く担当。

## 主な著書
- 『日本語バンザイ』（光人社、1984年）
- 『言葉のプロムナード』（ぎょうせい、1985年）
  - 「話し方はどうかな」- 東京書籍『新しい国語』（中学校教科書）に掲載
- 『日本昭和航空史　日本のグライダー　1930～1945』（モデルアート社、1998年）